# 小嶋仁八郎
小嶋 仁八郎（こじま にはちろう、1921年7月7日 - 1999年11月16日）は、大分県津久見町（現・津久見市）出身のプロ野球選手、高校野球指導者。2020年現在、九州（沖縄除く）で唯一、春夏の甲子園大会で優勝を経験している高校野球監督。

## 経歴
1921年7月7日、津久見町に生まれた。少年時代から野球センスが高く、1933年に開催された北海部郡少年野球大会ではエースとして、津久見小学校を優勝に導いた。津久見小学校卒業後、臼杵中学校（現・大分県立臼杵高等学校）に入学してここでもエースとしてチームを引っ張ったが、甲子園の壁は厚く、遂に在学中に出場を果たす事は出来なかった（大分県予選に出場していたが、1936年夏は大分商業（現・大分県立大分商業高等学校）に1-19、1937年夏は大分工業（現・大分県立大分工業高等学校）に4-8といずれも1回戦で大敗している）。中学卒業後は、中央大学に進学し、エースとして1940年秋と1941年春の東都大学リーグの優勝投手となり、中大の連覇に貢献した。その後、社会人野球の八幡製鉄に所属（1946年，1947年，1949年と都市対抗野球大会に出場）する傍ら、軟式野球チームのオール津久見を結成（1946年～1952年まで活動）し、天皇杯全日本大会や国民体育大会軟式野球競技（福岡国体〈1948年・九州代表として〉，東京国体〈1949年・南九州代表として〉）にも出場した。
1950年に西日本パイレーツへ入団。しかし、｢俺の部屋を麻雀に使い過ぎる。｣という理由で僅か2ヶ月で退団し、二度とプロ野球界に戻る事は無かった。背番号の記録が不明な事から、練習生としての扱いだったと見られている。尚、後に同じ高校野球界の名監督となる野本喜一郎（元上尾高，浦和学院監督。また東洋大学硬式野球部の監督も歴任）はチームメイトだった。プロ退団後はしばらく、別府市役所に勤務した。
1951年、大分県立別府緑丘高等学校（現・大分県立芸術緑丘高等学校）の監督に就任し、高校野球指導者としてのキャリアをスタートさせた。翌1952年に地元・大分県立津久見高等学校の監督に就任。同校を九州唯一の選抜高等学校野球大会（1967年。初出場初優勝だった）と全国高等学校野球選手権大会（1972年）の両大会を制覇した学校に育て上げた他、教え子から数多くのプロ野球選手（後述）を輩出させ、名伯楽として謳われた。1982年に監督の座を大津裕也に譲って、30年にも及んだ監督生活から勇退した。その後、九州を中心に講演活動をこなし、津久見市の非常勤教育委員の傍ら津久見高校グラウンド通いも欠かさなかった。そして長年の実績が評価され、1988年2月3日には1987年度朝日体育賞（現・朝日スポーツ賞）を受賞した。
1999年11月16日に死去。78歳没。
長身で黒縁眼鏡をかけた姿がトレードマークであり、「津久見の兄ちゃん」の愛称で知られた。また「高校野球は教育の一環であり、プロ野球でもなければ、その養成機関でもない。野球というスポーツを通して、いかに人間を教育するか。それが高校野球のテーマでなければいけない。」という考えを持っており、リトルリーグで親自身の自己満足で少年を甘やかす風潮に苦言を呈していた。箕島高校を強豪校に育てた尾藤公はこうした小嶋の姿勢を尊敬しており、「尊敬する津久見高の小嶋仁八郎監督の帽子を見たことがある。濃紺の帽子が塩を吹いて真っ白になっていた。どうしてですかと訊いたら『監督も子どもと一緒に汗をかくもんだ。それが大事なんだ』と教えてもらった」とのコメントを残している。

## 詳細情報

### 年度別投手成績
- 一軍公式戦出場なし

### 背番号
- 不明 （1950年）

## 甲子園での監督成績
- 春：出場4回・優勝1回・5勝3敗
- 夏：出場10回・優勝1回・13勝9敗
- 通算：出場14回・優勝2回・18勝12敗

## 高校野球監督時代の教え子（プロ野球経験者のみ）

### 別府緑丘高時代
- 河村英文（西鉄→広島）

### 津久見高時代
- 田中喜八郎（西鉄）
- 中村武敏（中日）
- 近藤隆正（巨人）
- 高橋直樹（東映，日拓，日本ハム→広島→西武→巨人）
- 池田重喜（大洋→ロッテ）
- 中村国昭（ヤクルト→日本ハム）
- 岩崎忠義（東京，ロッテ→日本ハム）
- 吉良修一（阪神）…1967年春の優勝投手。
- 大田卓司（西鉄，太平洋，クラウンライター，西武）
- 浜浦徹（ロッテ→太平洋，クラウンライター，西武→ロッテ）
- 橘健治（近鉄）
- 岩井隆之（大洋，横浜大洋→日本ハム）
- 水江正臣（ヤクルト）…1972年夏の優勝投手。
- 中川信秀（太平洋）…1972年夏の優勝メンバー（一塁手）[注 2]。
- 谷崎浩二（近鉄）
- 日野善朗（横浜大洋）
- 川崎憲次郎（ヤクルト→中日）[注 3]
- 佐藤裕幸（広島→巨人→近鉄→広島）[注 3]